# Joseph Finnegan (Richter)
Joseph Gerald Finnegan (* 1. Oktober 1942 in Swords, County Dublin, Irland; † 16. Dezember 2023 in Dublin) war ein irischer Richter und vormaliger Rechtsanwalt. Er war Richter am und Präsident des High Court und Richter am Supreme Court der Republik Irland.

## Leben
Finnegan studierte am University College Dublin Rechtswissenschaften. 1966 wurde er als Solicitor zugelassen. Die Zulassung zur Rechtsanwaltschaft als Barrister erfolgte nach der Ausbildung am King’s Inns 1978. 1990 wurde er Senior Counsel. 
Am 1. Juli 1999 wurde Finnegan zum Richter am High Court ernannt. Schon am 8. September 2001 wurde er Präsident des High Court. 2006 erfolgte der Wechsel als Richter zum Supreme Court, auf dessen Richterbank er schon ex officio mit dem Präsidentenamt des High Court saß. 
Am 22. März 2012 ging er in den Ruhestand.